# Aprionus pigmentalis
Aprionus pigmentalis är en tvåvingeart som beskrevs av Boris Mamaev 1998. Aprionus pigmentalis ingår i släktet Aprionus och familjen gallmyggor. Arten är reproducerande i Sverige. Inga underarter finns listade i Catalogue of Life.